# Streifensternmoose
Die Streifensternmoose (Aulacomnium) sind eine Gattung von Laubmoosen (Bryophyta).  Die Gattung umfasst weltweit sechs Arten, wovon 3 Arten in Europa vorkommen.

## Beschreibung
Es handelt sich um akrokarpe Moose. Die Blätter sind lanzettlich bis zungenförmig. Der oft zurückgekrümmte Blattrand ist an der Spitze oder in der oberen Hälfte meist unregelmäßig gezähnt. Die Blattrippe reicht bis in die Blattspitze. Die Zellen der Blattspreite sind rundlich und tragen in der auf ihrer Mitte eine lange, helle Papille.
Charakteristisch für die Arten der Gattung ist die vegetative Vermehrung durch Brutkörper, die in Form kleiner Kügelchen an der Spitze von langen, endständigen Pseudopodien, also stielartigen Auswüchsen des Gametophyten, stehen. Diese bestehen aus reduzierten Blättchen, die abfallen und auswachsen können.
Die elliptischen bis birnenförmigen, aber symmetrischen Kapseln stehen auf einer langen Seta und sind gestreift bis gefurcht. Ihr Peristom besteht aus zwei Reihen von Peristomzähnen.

## Verbreitung und Arten
Die Gattung besteht aus sechs Arten, die hauptsächlich in den gemäßigten und kühlen Gebieten der Nordhalbkugel vorkommen. Drei davon (A. androgynum, A. palustre und A. turgidum) kommen in Europa vor.
- Aulacomnium acuminatum
- Aulacomnium androgynum (Mannweibiges Streifensternmoos)
- Aulacomnium heterostichum, eine hauptsächlich ostasiatische Art, die nur selten Brutkörper bildet.
- Aulacomnium palustre (Sumpf-Streifensternmoos)
- Aulacomnium turgidum

Die Gattung war lange Zeit der einzige Vertreter der Familie, aufgrund molekulargenetischer Studien werden jedoch zwei weitere Gattungen zu den Aulacomniaceae gezählt.